# Hexaplex
Hexaplex is een geslacht van weekdieren uit de klasse van de Gastropoda (slakken).

## Soorten
- Hexaplex ambiguus (Reeve, 1845)
- Hexaplex angularis (Lamarck, 1822)
- Hexaplex bifasciatus (A. Adams, 1853)
- Hexaplex brassica (Lamarck, 1822)
- Hexaplex cichoreum (Gmelin, 1791)
- Hexaplex conatus (McMichael, 1964)
- Hexaplex duplex (Röding, 1798)
- Hexaplex erythrostomus (Swainson, 1831)
- Hexaplex fulvescens (G. B. Sowerby II, 1834)
- Hexaplex kusterianus (Tapparone Canefri, 1875)
- Hexaplex ledoni Ceulemans, van Dingenen, Merle & Landau, 2016 †
- Hexaplex megacerus (G. B. Sowerby II, 1834)
- Hexaplex nigritus (Philippi, 1845)
- Hexaplex pecchiolianus (d'Ancona, 1871)
- Hexaplex princeps (Broderip, 1833)
- Hexaplex radix (Gmelin, 1791)
- Hexaplex regius (Swainson, 1821)
- Hexaplex rileyi D'Attilio & Myers, 1984
- Hexaplex rosarium (Röding, 1798)
- Hexaplex saharicus (Locard, 1897)
- Hexaplex stainforthi (Reeve, 1843)
- Hexaplex strausi (A. H. Verrill, 1950)
- Hexaplex trunculus (Linnaeus, 1758)